# Fabio Bazzani
Fabio Bazzani, född den 20 oktober 1976 i Bologna, Italien, är en italiensk fotbollsspelare (anfallare).

## Karriär
Bazzani slog igenom sent, men gjorde 20 mål på 31 matcher i Serie B med Arezzo säsongen 1999-2000. Efter det blev han värvad till Venezia, där han spelat tidigare, men gjorde ingen succé där, och lånades ut till Perugia, vilket gav honom chansen i Serie A. Där överraskade Bazzani genom att göra 10 mål på 29 matcher, och när Venezia åkte ur blev det en kamp om att köpa loss honom, där Perugia förlorade mot storsatsande Serie B-klubben Sampdoria. 
Bazzanis första säsong i Sampdoria slutade lyckat, med 16 ligamål och uppflyttning till Serie A efter att klubben vunnit serien. Därefter klarade sig Sampdoria kvar med lätthet i Serie A, och Bazzani etablerade ett anfallsspel tillsammans med släpande anfallaren Francesco Flachi och vänsteryttern Cristiano Doni som var mycket lyckat. Bazzanis 13 mål och starka spel som target player gjorde att han ryktades vara på väg till flera storklubbar sommaren 2004. Bazzani blev dock kvar i Sampdoria, där han hamnade i bråk med tränaren Walter Novellino, vilket ledde till att han lånades ut till förra storklubben Lazio, som var i ekonomisk kris och indragen i kampen för att undvika nedflyttning. Bazzani gjorde ingen större succé i Lazio, och även om hans två mål i sista omgångens 3-3-match mot Palermo gjorde att laget säkrade nytt kontrakt av egen kraft, så köpte Lazio inte loss honom under sommaren, utan prioriterade andra positioner.
När Bazzani kom tillbaka till Sampdoria klarade han aldrig av att spela på samma nivå igen, utan fick inget nytt kontrakt sommaren 2007. Han skrev på för Livorno, men deras kommunistiska ultràs vägrade acceptera att en före detta Laziospelare kom till laget, vilket fick Bazzani att skriva på för Brescia. Hans insats i Brescia var dock en besvikelse, med bara ett mål på hela säsongen, och efter det fanns inget intresse i Serie A för Bazzani, vilket ledde till att han hamnade i Pescara och SPAL i Serie B de följande åren.